# Rockenberg
Rockenberg est une municipalité allemande située dans le land de la Hesse et l'arrondissement de Wetterau.

## Personnalités liées à la ville
- Bardo de Mayence (980-1051), archevêque né à Oppershofen.
- Hans Speth (1897-1985), général né à Rockenberg.